# Orthetrum brachiale
Orthetrum brachiale – gatunek ważki z rodziny ważkowatych (Libellulidae).